# Pieter De Rycke
Pieter De Rycke (5 maart 1991) is een Belgische atleet, die gespecialiseerd is in de sprint. Hij werd eenmaal Belgisch kampioen.

## Loopbaan
De Rycke nam in 2010 op de 4 x 100 m deel aan de wereldkampioenschappen U20 in Moncton. Hij werd met de Belgische ploeg uitgeschakeld in de halve finales. In 2012 werd hij Belgisch indoorkampioen op de 200 m. Nadien lag zijn focus meer op zijn studies voor apotheker en deed hij op een bescheidener niveau aan atletiek. Hij was aangesloten bij Atletiek Volharding.

## Belgische kampioenschappen
Indoor
| Onderdeel | Jaar |
| --------- | ---- |
| 200 m     | 2012 |

## Persoonlijke records
Outdoor
| Onderdeel | Prestatie | Wind     | Datum       | Plaats   |
| --------- | --------- | -------- | ----------- | -------- |
| 100 m     | 10,59 s   | +1,0 m/s | 3 juli 2010 | Mannheim |
| 200 m     | 21,50 s   | +1,6 m/s | 22 mei 2010 | Lier     |

Indoor
| Onderdeel | Prestatie | Datum            | Plaats |
| --------- | --------- | ---------------- | ------ |
| 60 m      | 6,86 s    | 26 januari 2014  | Gent   |
| 200 m     | 21,71 s   | 15 februari 2014 | Gent   |

## Palmares

### 200 m
- 2012:  BK indoor AC – 21,79 s
- 2013:  BK AC – 21,51 s
- 2014:  BK indoor AC – 21,71 s

### 4 x 100 m
- 2010: 5e ½ finale WK U20 in Moncton – 40,43 s